# Savez paraplegičara i kvadriplegičara Srbije
Savez paraplegičara i kvadriplegičara Srbije (SPIKS) je organizacija osoba sa oštećenom kičmenom moždinom, organizovana za teritoriju Republike Srbije. Trenutno Savez ima mrežu od 25 lokalna udruženja (2 iz Beograda, 16 iz centralne Srbije i 7 iz Vojvodine).

## Istorijat
Savez je osnovan 15. oktobra 1991. godine u Beogradu, a upisan u registar društvenih organizacija i udruženja građana 20. decembra 1991. godine. Savez je osnovan radi efikasnije razmene informacija i zajedničkog nastupa svih organizacija osoba sa paraplegijom i kvadriplegijom u Srbiji, prema organima vlasti i drugim organizacijama osoba sa invaliditetom (OSI). 
Savez ima svoju skupštinu, Upravni odbor i Nadzorni odbor. Savezom rukovodi predsednik Saveza sa mandatom od 4 godine. Trenutni predsednik je Mihailo Pajević. Misija Saveza je stvaranje jednakih mogućnosti za osobe sa invaliditetom i uključivanje njih i njihovih organizacija u sve sfere društvenog života.

## Osnovni ciljevi
- podsticanje osnivanja novih lokalnih udruženja širom Srbije,
- koordiniranje aktivnosti drugih udruženja i Saveza,
- razvijanje međunarodne saradnje u skladu sa politikom Republike.

### Ostali ciljevi Saveza i lokalnih udruženja
- stvaranje pristupačnog životnog okruženja,
- stvaranje uslova za primenu UN Konvencije o pravima OSI ,
- radno angažovanje osoba sa invaliditetom i njihovo zapošljavanje,
- socijalno zbrinjavanje članstva,
- rad na zakonskom rešavanju problema članstva i ostvarivanje prava.
- evidentiranje osoba sa oštećenom kičmenom moždinom po bilo kom osnovu.

U okviru opštih programskih zadataka, pored aktivnosti koje se preduzimaju za ostvarivanje navedenih ciljeva, Savez pokreće i sledeće aktivnosti: podsticanje udruženja da organizuju kulturno-zabavni život za svoje članstvo, razvijanje saradnje sa drugim sličnim organizacijama, podsticanje udruženja da razvijaju sportske aktivnosti u cilju očuvanju psihofizičke sposobnosti i rehabilitacije članstva, zastupanje i zaštita interesa udruženih organizacija i njenih članova...

## Trenutne aktivnosti Saveza
- Praćenje zakonskih propisa i rad na izmenama i dopunama postojećih zakonskih propisa i njihova harmonizacija sa propisima EU, kao i predlaganje novih zakonskih rešenja;
- Upoznavanje i obuka članova u prepoznavanju diskriminacije na osnovu invaliditeta i preduzimanje odgovarajućih radnji predviđenih Zakonom;
- Učestvovanje u radu Nacionalne organizacija osoba sa invaliditetom Srbije, sa ciljem jačanja pokreta OSI u Srbiji i uspostavljanja što bolje saradnje sa predstavnicima vlasti;
- Razvijanje i podsticanje sporta, u cilju očuvanja preostalih psihofizičkih sposobnosti članstva.

Neki od projekta Saveza su:
- Formiranje Baze podataka u republičkim organizacijama OSI u Srbiji (2001), a partneri su bili: Savez za cerebralnu i dečiju paralizu Srbije, Savez distrofičara Srbije i Društvo multipleskleroze Srbije. Projekat je finansirala francuska međunarodna organizacija HANDICAP INTERNATIONAL.
- Republičke sportske igre paraplegičara i kvadriplegičara Srbije - održavaju se svake godine i okupljaju do 200 osoba sa paraplegijom i kvadriplegijom koje se takmiče u sledećim sportskim disciplinama: atletika, streljaštvo, šah, pikado i stoni tenis.

## Spoljašnje veze
- Nacionalna organizacija osoba sa invaliditetom Srbije
- Savez paraplegicara i kvadriplegicara Srbije Архивирано на веб-сајту  (7. фебруар 2019)